# Grafschaft Wallerfangen
Die Grafschaft Wallerfangen (lat. Comitatus Walderfinga) erstreckte sich im 10. Jahrhundert über heute deutsche, französische und luxemburgische Gebiete. Die Grafschaft ist nach dem Zentralort Wallerfangen an der mittleren Saar benannt.
Die Grafschaft Wallerfangen erscheint namentlich in drei Privaturkunden aus der zweiten Hälfte des 10. Jahrhunderts (962, 995 und 996). Nach dem Jahr 1000 kam der Name außer Gebrauch. Als Grafen sind bezeugt:
- Egilolf, 962–963 Graf in der Grafschaft Wallerfangen mit dem Rizzigau
- Giselbert, 996 Graf in der Grafschaft Wallerfangen mit dem Moselgau, † 1004, Sohn des Grafen Siegfried I. (Luxemburg)

Eine Festungsanlage der Grafen darf in der Dürener Humburg vermutet werden.

## Belege
1. ↑  Roland W. L. Puhl: Die Gaue und Grafschaften des frühen Mittelalters im Saar-Mosel-Raum, Diss., Saarbrücken 1999, S. 457f.